# Наволок (Оксовское сельское поселение)
Наволок — деревня в Плесецком районе Архангельской области.

## География
Находится в западной части Архангельской области на расстоянии приблизительно 21 км на запад-юго-запад по прямой от административного центра района поселка Плесецк на правобережье реки Онега.

## История
В 1859 году здесь (деревня Онежского уезда Архангельской губернии) было учтено 17 дворов. До 2021 года входила в Оксовское сельское поселение до его упразднения.

## Население
Численность населения: 102 человека (1859 год), 217 (русские 95 %) в 2002 году, 120 в 2010.